# Edward Belfour
Temple de la renommée : 2011
Edward John Belfour, connu sous le nom d'Ed Belfour, né le 21 avril 1965 à Carman (Manitoba), est un joueur professionnel canadien de hockey sur glace. Il évolue au poste de gardien de but.

## Biographie

### Carrière de joueur
Il a commencé sa carrière dans la Ligue nationale de hockey avec les Blackhawks de Chicago en signant un contrat à titre d’agent libre. Lors de sa première partie dans la LNH, le 18 octobre 1988 à Détroit, Eddie portait le #1. La partie se rendit en prolongation mais elle se termina par le pointage de 4 à 3 en faveur de Détroit. En 1991, il remporte les trophées Calder, William-M.-Jennings et Vézina et est nommé dans l'équipe d'étoiles.
En janvier 1997, il est échangé aux Sharks de San José, en plus de voir ses couleurs changer du rouge et noir au bleu turquoise, Eddie change aussi le numéro de son chandail qui passe du 30 au 20 en l'honneur de son gardien de but entraîneur Vladislav Tretiak. Le 2 juillet 1997, Ed Belfour signe un contrat avec les Stars de Dallas, club qu'il conduit, en 1999, à une victoire en Coupe Stanley. Il joue ensuite pour les Maple Leafs de Toronto entre 2002 et 2006 et signe alors avec les Panthers de la Floride. Après une saison décevante en Floride, il signe au Leksands IF, en Allsvenskan, étant donné qu'aucune équipe de la LNH n'était intéressée par ses services.
À la fin de cette saison, il met un terme à sa carrière de joueur puis, à l'été 2009, il rejoint l'organisation des Blues de Saint-Louis en tant que consultant auprès des gardiens de but.

### Carrière internationale
Il a représenté l'équipe du Canada. Fait à noter, il gagna en 2002 la médaille d'or aux Jeux olympiques d'hiver en tant que 3e gardien, il ne joua pas de tout le tournoi.

## Statistiques
| Saison     | Équipe                         | Ligue      |     | Saison régulière | Saison régulière | Saison régulière | Saison régulière | Saison régulière | Saison régulière | Saison régulière | Saison régulière | Saison régulière | Saison régulière |    | Séries éliminatoires | Séries éliminatoires | Séries éliminatoires | Séries éliminatoires | Séries éliminatoires | Séries éliminatoires | Séries éliminatoires | Séries éliminatoires | Séries éliminatoires |
| Saison     | Équipe                         | Ligue      | PJ  | V                | D                | Pr/N             | Min              | BC               | Moy              | % Arr            | Bl               | Pun              | PJ               | V  | D                    | Min                  | BC                   | Moy                  | % Arr                | Bl                   | Pun                  |                      |                      |
| 1986-1987  | Fighting Sioux de North Dakota | WCHA       | 34  | 29               | 4                | 0                |                  |                  | 2,37             | --               | 3                |                  | -                | -  | -                    | -                    | -                    | -                    | -                    | -                    |                      |                      |                      |
| 1987-1988  | Hawks de Saginaw               | LIH        | 61  | 32               | 25               | 0                |                  |                  | 3,19             | --               | 3                |                  | 9                | 4  | 5                    |                      |                      | 3,53                 | --                   | 0                    |                      |                      |                      |
| 1988-1989  | Blackhawks de Chicago          | LNH        | 23  | 4                | 12               | 3                |                  |                  | 3,87             | 87,7             | 0                |                  | -                | -  | -                    | -                    | -                    | -                    | -                    | -                    |                      |                      |                      |
| 1988-1989  | Hawks de Saginaw               | LIH        | 29  | 12               | 10               | 0                |                  |                  | 3,14             | --               | 0                |                  | 5                | 2  | 3                    |                      |                      | 2,82                 | --                   | 0                    |                      |                      |                      |
| 1989-1990  | Équipe Canada                  | Int.       | 33  | 13               | 12               | 6                |                  |                  | 3,09             | --               | 0                |                  | -                | -  | -                    | -                    | -                    | -                    | -                    | -                    |                      |                      |                      |
| 1989-1990  | Blackhawks de Chicago          | LNH        | -   | -                | -                | -                | -                | -                | -                | -                | -                |                  | 9                | 4  | 2                    |                      |                      | 2,49                 | 91,5                 | 0                    |                      |                      |                      |
| 1990-1991  | Blackhawks de Chicago          | LNH        | 74  | 43               | 19               | 7                |                  |                  | 2,47             | 91               | 4                |                  | 6                | 2  | 4                    |                      |                      | 4,07                 | 89,1                 | 0                    |                      |                      |                      |
| 1991-1992  | Blackhawks de Chicago          | LNH        | 52  | 21               | 18               | 10               |                  |                  | 2,71             | 89,4             | 5                |                  | 18               | 12 | 4                    |                      |                      | 2,47                 | 90,2                 | 1                    |                      |                      |                      |
| 1992-1993  | Blackhawks de Chicago          | LNH        | 71  | 41               | 18               | 11               |                  |                  | 2,59             | 90,6             | 7                |                  | 4                | 0  | 4                    |                      |                      | 3,13                 | 86,6                 | 0                    |                      |                      |                      |
| 1993-1994  | Blackhawks de Chicago          | LNH        | 70  | 37               | 24               | 6                |                  |                  | 2,67             | 90,6             | 7                |                  | 6                | 2  | 4                    |                      |                      | 2,5                  | 92,1                 | 0                    |                      |                      |                      |
| 1994-1995  | Blackhawks de Chicago          | LNH        | 42  | 22               | 15               | 3                |                  |                  | 2,28             | 90,6             | 5                |                  | 16               | 9  | 7                    |                      |                      | 2,19                 | 92,3                 | 1                    |                      |                      |                      |
| 1995-1996  | Blackhawks de Chicago          | LNH        | 50  | 22               | 17               | 10               |                  |                  | 2,74             | 90,2             | 1                |                  | 9                | 6  | 3                    |                      |                      | 2,07                 | 92,9                 | 0                    |                      |                      |                      |
| 1996-1997  | Blackhawks de Chicago          | LNH        | 33  | 11               | 15               | 6                |                  |                  | 2,69             | 90,7             | 1                |                  | -                | -  | -                    | -                    | -                    | -                    | -                    | -                    |                      |                      |                      |
| 1996-1997  | Sharks de San Jose             | LNH        | 13  | 3                | 9                | 0                |                  |                  | 3,41             | 88,4             | 1                |                  | -                | -  | -                    | -                    | -                    | -                    | -                    | -                    |                      |                      |                      |
| 1997-1998  | Stars de Dallas                | LNH        | 61  | 37               | 12               | 10               |                  |                  | 1,88             | 91,6             | 9                |                  | 17               | 10 | 7                    |                      |                      | 1,79                 | 92,2                 | 1                    |                      |                      |                      |
| 1998-1999  | Stars de Dallas                | LNH        | 61  | 35               | 15               | 9                |                  |                  | 1,99             | 91,5             | 5                |                  | 23               | 16 | 7                    |                      |                      | 1,67                 | 93                   | 3                    |                      |                      |                      |
| 1999-2000  | Stars de Dallas                | LNH        | 62  | 32               | 21               | 7                |                  |                  | 2,10             | 91,9             | 4                |                  | 23               | 14 | 9                    |                      |                      | 1,87                 | 93,1                 | 4                    |                      |                      |                      |
| 2000-2001  | Stars de Dallas                | LNH        | 63  | 35               | 20               | 7                |                  |                  | 2,34             | 90,5             | 8                |                  | 10               | 4  | 6                    |                      |                      | 2,23                 | 91                   | 0                    |                      |                      |                      |
| 2001-2002  | Stars de Dallas                | LNH        | 60  | 21               | 27               | 11               |                  |                  | 2,65             | 89,5             | 1                |                  | -                | -  | -                    | -                    | -                    | -                    | -                    | -                    |                      |                      |                      |
| 2002-2003  | Maple Leafs de Toronto         | LNH        | 62  | 37               | 20               | 5                |                  |                  | 2,26             | 92,2             | 7                |                  | 7                | 3  | 4                    |                      |                      | 2,71                 | 91,5                 | 0                    |                      |                      |                      |
| 2003-2004  | Maple Leafs de Toronto         | LNH        | 59  | 34               | 19               | 6                |                  |                  | 2,13             | 91,8             | 10               |                  | 13               | 6  | 7                    |                      |                      | 2,09                 | 92,9                 | 3                    |                      |                      |                      |
| 2005-2006  | Maple Leafs de Toronto         | LNH        | 49  | 22               | 22               | 4                |                  |                  | 3,29             | 89,2             | 0                |                  | -                | -  | -                    | -                    | -                    | -                    | -                    | -                    |                      |                      |                      |
| 2006-2007  | Panthers de la Floride         | LNH        | 58  | 27               | 17               | 10               |                  |                  | 2,77             | 90,2             | 1                |                  | -                | -  | -                    | -                    | -                    | -                    | -                    | -                    |                      |                      |                      |
| 2007-2008  | Leksands IF                    | Allvenskan | 29  | --               | --               | --               |                  |                  | 2,03             | --               | 7                |                  | -                | -  | -                    | -                    | -                    | -                    | -                    | -                    |                      |                      |                      |
| Totaux LNH | Totaux LNH                     | Totaux LNH | 963 | 484              | 320              | 125              |                  |                  | 2,50             | 90,6             | 76               |                  | 161              | 88 | 68                   |                      |                      | 2,17                 | 92                   | 14                   |                      |                      |                      |

### Transactions en carrière
- 25 septembre 1987 : signe à titre d'agent avec les Blackhawks de Chicago.
- 25 janvier 1997 : échangé par les Blackhawks aux Sharks de San Jose en retour de Chris Terreri, Ulf Dahlen et Michal Sykora.
- 2 juillet 1997 : signe à titre d'agent libre avec les Stars de Dallas.
- 29 juin 2002 : échangé par les Stars aux Predators de Nashville avec Cameron Mann en retour de David Gosselin et du choix de cinquième tour des Predators au repêchage de 2003 (les Stars réclame avec ce choix Eero Kilpelainen).
- 2 juillet 2002 : signe à titre d'agent libre avec les Maple Leafs de Toronto.
- 25 juillet 2006 : signe à titre d'agent libre avec les Panthers de la Floride.
- 28 août 2007 : signe à titre d'agent libre avec le Leksands IF de l'Allvenskan.